# Blue (film, 1993)
Pour les articles homonymes, voir Blue.
Pour plus de détails, voir Fiche technique et Distribution.
Blue est le dernier film de Derek Jarman. Il est sorti en 1993, quelques mois avant le décès du réalisateur des suites de complications liées au SIDA. Ces complications l'avait déjà rendu partiellement aveugle lors de la sortie du film, et il ne voyait plus que dans les ton bleus. Ce film est son dernier testament comme réalisateur.

## Synopsis
Sur un écran d'un bleu uni et immuable, une bande-son densément entrelacée de voix, d'effets sonores et de musique tente de dresser un portrait des expériences de Derek Jarman avec le SIDA, à la fois littéralement et allégoriquement, ainsi qu'une exploration des significations associées à la couleur bleue.
Le film est divisé en deux parties. La première histoire, entrecoupée avec la seconde, raconte les aventures de Blue comme personnage et couleur.
L'autre histoire décrit la vie quotidienne de Derek Jarman, un homosexuel vivant dans le Londres des années 1990, et les complications liées au SIDA. Certains événements mentionnés sont vrais, comme visiter un café avec des amis, discuter de la guerre à Saravejo, et ses problèmes de tous les jours comme le fait de mettre des vêtements à l'envers. Les autres événements semblent plus oniriques, comme lorsque Jarman se demande ce qu'il y a au-delà du ciel. Cela met en contraste les réflexions sur sa santé et le temps qu'il lui reste avant de mourir, l'affaiblissement de son corps et la perte éventuelle de la vue.
Les derniers moments du film sont une énumération de noms répétés : John, Daniel, Howard, Graham, Terry et Paul. Ces noms sont tous des amis et des ex-conjoints morts du SIDA.

## Fiche technique
- Titre : Blue
- Réalisation : Derek Jarman
- Scénario : Derek Jarman
- Musique : Simon Fisher-Turner, John Balance, Momus, Peter Christopherson, Danny Hyde, Karol Symanowski, Erik Satie et Brian Eno
- Production : Takashi Asai et James Mackay (en)
- Société de production : Channel 4 Television Corporation
- Pays :  Royaume-Uni et  Japon
- Genre : Expérimental
- Durée : 79 minutes
- Dates de sortie : 
  -  États-Unis : 3 décembre 1993